# 고마나키역
고마나키역(일본어: 駒鳴駅)은 일본 사가현 이마리시에 위치한 규슈 여객철도 지쿠히 선의 철도역이다. 단선 승강장 1면 1선의 구조를 갖춘 지상역이다.

## 이용 현황
| 승차 인원 추이 | 승차 인원 추이 |
| 연도           | 1일 평균       |
| -------------- | -------------- |
| 2000           | 28             |
| 2001           | 22             |
| 2002           | 24             |
| 2003           | 26             |
| 2004           | 26             |
| 2005           | 24             |
| 2006           | 21             |
| 2007           | 17             |
| 2008           | 11             |
| 2009           | 11             |
| 2010           | 15             |
| 2011           | 13             |

## 역 주변
- 고마나키 봉

## 역사
- 1935년 3월 1일 : 기타큐슈 철도에 의해 고마나키 정류장으로서 개업.
- 1937년 10월 1일 : 국유화. 정거장으로 승격.
- 1987년 4월 1일 : 일본국유철도 분할 민영화에 의해, 규슈 여객철도가 승계.
- 2009년 2월 : 건널목 구내의 경보기가 갱신됨.

## 인접 역
| 지쿠히 선          | 지쿠히 선                    | 지쿠히 선            |
| ------------------ | ---------------------------- | -------------------- |
| 사리 야마모토 방면 | ■ 지쿠히 선 (서부 지선 구간) | 오카와노 이마리 방면 |